# Василевичи
Василе́вичи (бел. Васілевічы) — город районного подчинения в Речицком районе Гомельской области Республики Беларусь. Железнодорожная станция на ветке Василевичи—Хойники от линии Гомель—Калинковичи.
Поблизости от города находится месторождение торфа Василевичи-2.
В 1938—1959 Василевичи были центром Василевичского района до 1954 — Полесской области, с 1954 года — Гомельской области.
Численность населения — 3 143 человек (на 1 января 2025 года).

## Географическое положение
Расположен в 54 км на запад от Речицы, в 86 км от Гомеля.
На севере и востоке имеет сеть мелиоративных каналов.

## Геральдика
Герб и флаг утверждены решением Василевичского городского исполнительного комитета 27 сентября 2001 года № 82 и зарегистрированы в Гербовом матрикуле Республики Беларусь 28 декабря 2001 года № 77.
Герб представляет собой испанский щит, в котором в голубом поле изображён серебряный контур хвойного дерева. Контур дерева символизирует лесную и деревообрабатывающую промышленность, голубое поле щита — водоёмы.

## История

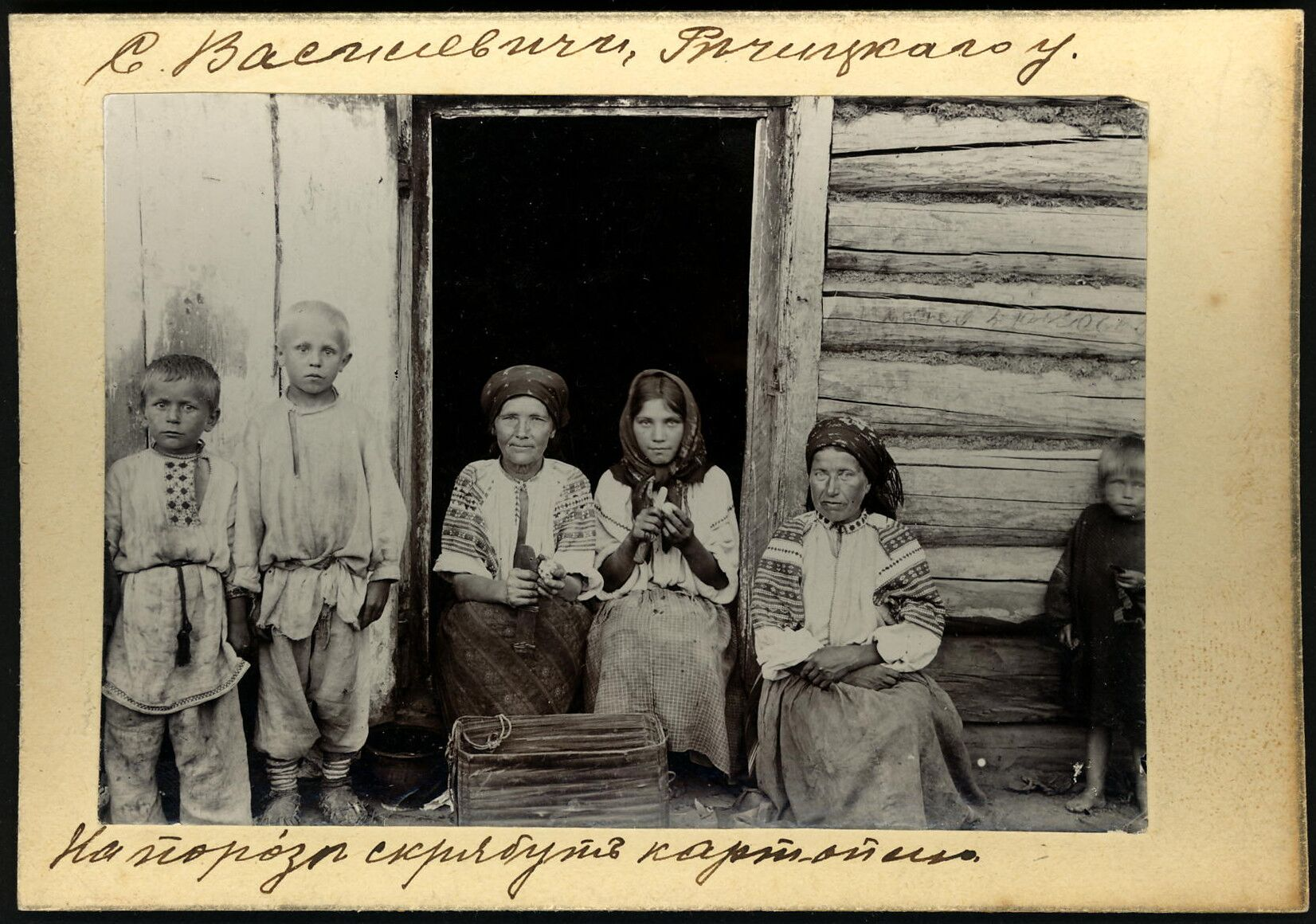
Жители Василевичи на фотографии И. Сербова

Территория современного города была заселена еще в бронзовом веке. Согласно преданиям, колодцы, названные «зовжными» или «иовжинами», были вырыты по приказу княгини Ольги, во время походов на древлян. По письменным источникам известна с XV века как деревня в Минском воеводстве Великого княжества Литовского, шляхетская собственность. Как свидетельствует Литовская метрика, в 1466 году деревня во владении помещицы Ивановой. По ревизии Речицкой волости за 1560 год 17 дымов и 7 служб. Проходил тракт Речица — Мозырь. Некоторое время во владении Потоцких, затем Мосальских.

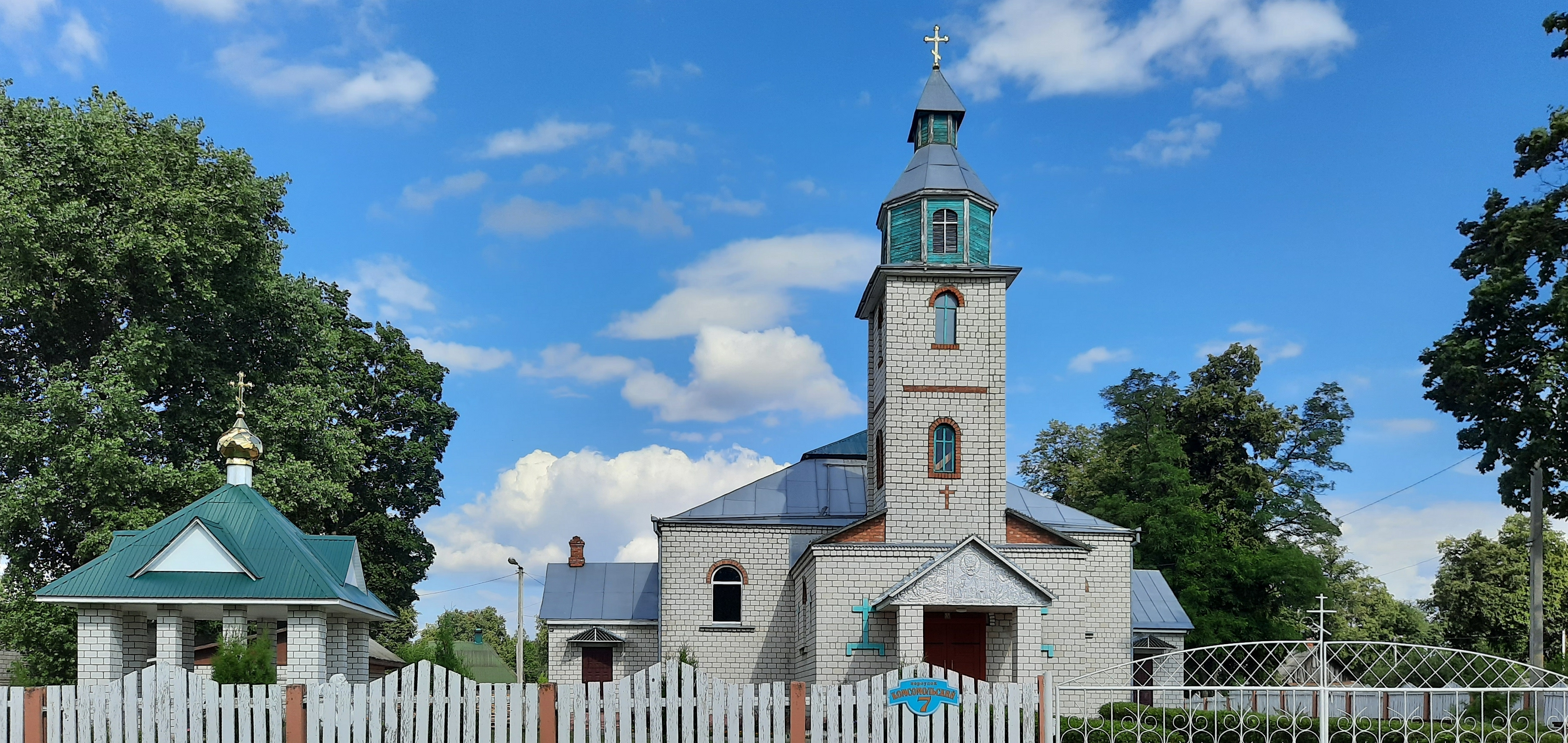
Свято-Николаевская церковь

После 2-го раздела Речи Посполитой (1793 год) в составе Российской империи. В 1795 году село в Речицком уезде, владение графа Юдицкого. Действовала Свято-Николаевская церковь (в ней хранились исповедальные ведомости с 1800 года и метрические книги с 1822 года). В 1825 году вместо обветшавшего построено новое деревянное здание церкви. В 1866 году открыто народное училище, действовала также церковно-приходская школа. В 1878 году у околицы села, где залегает самый глубокий на Полесье торфяник, основана метеорологическая станция для изучения климата Полесья. Описывая поселения Белорусского Полесья, А. Г. Киркор в издании «Живописная Россия» заметил, что Василевичи «казённая деревня… на границе непроходимых болот, называемых Хмельницкими». Застройка села значительно увеличилась после того как была проложена железная дорога Лунинец — Гомель и открыта железнодорожная станция (15 февраля 1886 года). Центр волости, в состав которой в 1890 году входили 17 селений с 1085 дворами. Работала почтово-телеграфная контора. Согласно переписи 1897 года действовали еврейский молитвенный дом, хлебозапасный магазин, 5 магазинов, 2 ветряные мельницы, 2 конные мельницы, 2 кузницы, 2 трактира. Рядом находился одноимённый посёлок. В 1904—1913 годах работал деревообрабатывающий завод с паровым двигателем, продукция которого экспонировалась на Международной выставке 1905 года в Льеже и отмечена Большой Золотой медалью. 23 сентября 1911 года начала работу железнодорожная ветка Василевичи — Хойники. В 1914 году дала первую продукцию фабрика по изготовлению шпуль. 
В начале 1918 году селение оккупировали немецкие войска. В августе 1918 года партизаны разгромили немецкий гарнизон, который размещался в Василевичах. Около села 30 марта 1919 года были разгромлены стрекопытовские формирования, которые отступали из Гомеля и пытались прорваться через фронт в УНР. В начале марта 1920 года местечко было занято польскими войсками, освобождена в начале июня 1920 года. В результате погрома, учинённого 16 апреля 1921 года бандой Галаки, погибли 13 жителей. 
С 26 апреля 1919 года центр волости Гомельской губернии РСФСР. С 8 декабря 1926 года в составе БССР. С 8 декабря 1926 года до 4 августа 1927 года и с 20 февраля 1938 года до 16 сентября 1959 года центр Василевичского района. В 1927-1938 годах и с 1959 года в Речицком районе.
В 1925—1927 годах работал лесной техникум (до этого размещался в Гомеле, затем в Буда-Кошелёво). В 1929 году организован колхоз, работали торфозавод, 2 кузницы, слесарная мастерская, паровая мельница, кирпичный завод, смоловарня, деревообрабатывающая мастерская, семилетняя школа, изба-читальня, отделение потребительской кооперации, сельскохозяйственное кредитное товарищество, больница. В 1934 году создана МТС.
Во время Великой Отечественной войны в июле 1941 года здесь была сформирована кавалерийская группа под командованием полковника. А.И. Бацкалевича, которая некоторое время вела боевые действия в тылу наступающих немецких войск. С 24 августа 1941 года до декабря 1943 года действовало патриотическое подполье (руководители Л.П. Курганская-Соколова, Т.М. Остапенко, А.И. Белый). Весной 1942 года насчитывалось 5 подпольных групп. Погибли 32 подпольщика (похоронены в братской могиле в сквере по ул. Комсомольской). Оккупанты расстреляли 41 жителя (похоронены в могиле жертв фашизма, в 2,5 км на запад от города). Освобождена 18 ноября 1943 года частями 65-й армии 1-го Белорусского фронта. Вместе с солдами РККА в освобождения Василевич участвовали партизаны, среди них командир кавалерийского эскадрона лейтенант Н. Т. Мастрюков (посмертно присвоено звание Герой Советского Союза). 428 жителей Василевич погибли на фронтах.
С 15 июля 1935 года — местечко, с 29 апреля 1950 года городской — посёлок.
24 марта 1959 года была введена в эксплуатацию высоковольтная ЛЭП Василевичи—Бобруйск, а 27 марта 1959 года — увеличена мощность Василевичской ГРЭС, что способствовало развитию промышленности.
В 1968 году здесь действовали маслодельный завод, мебельная фабрика и велась добыча торфа
19 ноября 1971 года Василевичи стали городом районного подчинения; в нём работали: мебельная фабрика, завод масла и сухого молока, кирпичный завод, хлебозавод, филиал Речицкого комбината бытового обслуживания, мастерские по ремонту сельхозтехники, цеха по производству безалкогольных напитков и колбас, цех пропитки столбов, лесхоз, лесоучасток Хойникского леспромхоза. 
На сегодня в городе также действуют средняя и художественная школы, школа-интернат для слабовидящих детей, гидрометеостанция, 2 библиотеки, Дом культуры, кинотеатр, Дом школьника, больница и поликлиника, 2 детских сада, отделение связи.
В состав Василевичского сельсовета входили (в настоящее время не существующие) хутора: до середины 1930-х годов — Будищи, Везвинский, Городянка, Гордиянка, Глубоко, Гряда, Дворецкий, Евня, Закрашан, Залесский, Каланин, Кишинец, Кончесь, Лужанка, Лысец, Лесная Стража (2 хутора), Медведка, Поднивки, Передвинский, Власнюк, Япровка, Корч, Ляды, до 1950-х годов — Осовок, Дубрава, Запечье, Копашин, Ключеев, Кротова поляна, Нехарань, Посуж, Печки, Проход, Пристань, Ротголов, Рубаники, Скрывалка.
В состав Василевичского городского Совета входили населённые пункты Ведрич, Закрошинский Мох, Рассвет, Защебье, Макановичи, Глинная Слобода. С 2014 года в состав Василевичского горсовета входит только город Василевичи.

## Население

### Численность
- 2025 год — 3 143 человек[4]

### Динамика
- 1738 год — 16 дворов
- 1773 год — 45 дворов
- 1789 год — 56 дворов
- 1795 год — 57 дворов, мужчин — 185, женщин — 191. Жителей — 376; евреев 4 двора: мужчин 22, женщин 38
- 1811 год — 79 дворов, мужчин — 240
- 1816 год — 78 дворов, мужчин — 187, женщин — 159. Жителей — 346
- 1834 год — 75 дворов, мужчин — 328, женщин — 335. Жителей — 663
- 1847 год — 92 двора, 956 жителей
- 1850 год — 98 дворов, мужчин — 422, женщин — 431. Жителей — 853
- 1858 год — 98 дворов, мужчин — 449, женщин — 507. Жителей — 956
- 1885 год — 116 дворов, 1057 жителей
- 1897 год — 294 двора, 1704 жителя; в одноимённом посёлке 4 двора, 20 жителей (согласно переписи)
- 1909 год — 460 дворов, 2564 жителя; на железнодорожной станции 7 строений, 31 житель
- 1939 год — 4410 жителей: 3687 белорусов, 227 русских, 216 евреев, 211 немцев, 168 украинцев[9]
- 2004 год — 4400 жителей
- 2009 год — 3923 человека (мужчины — 1854 человека, женщины — 2069 человек)[10]
- 2015 год — 3450 человек[11]
- 2016 год — 3353 человек
- 2021 год — 3710 человек
- 2023 год — 3 285 человек[12]
- 2024 год — 3 220 человек[13]
- 2025 год — 3 143 человек[4]

| Численность населения:                                                                          |
| Графики недоступны из-за технических проблем. См. информацию на Фабрикаторе и на mediawiki.org. |

В 2017 году в Василевичах родилось 43 и умерло 58 человек. Коэффициент рождаемости — 12,9 на 1000 человек (средний показатель по району — 11,5, по Гомельской области — 11,3, по Республике Беларусь — 10,8), коэффициент смертности — 17,4 на 1000 человек (средний показатель по району — 15,7, по Гомельской области — 13, по Республике Беларусь — 12,6).

## Транспорт
Василевичи — железнодорожный узел. Он соединяет Железнодорожную станцию на ветке Василевичи—Хойники от линии Гомель—Калинковичи. 
Транспортные связи по просёлочным и автодороге, которая связывает город с Речицей и Калинковичами. Планировка состоит из коротких, широтных улиц, связанных 2 магистральными улицами. Застройка кирпичная и деревянная.

## Культура
- Дом культуры
- Музей «Литературные Василевичи», в котором представлен материал о жизни и творчестве писателей-земляков (расположен на базе городской библиотеки)
- Музей ГУО "Василевичская средняя школа Речицкого района"

## Достопримечательность
- Свято-Николаевская церковь (1996)
- Церковь

### Памятник, скульптура
- Памятник В. И. Ленину

### Утраченное наследие
- Свято-Николаевская церковь (1825). Утрачена в 1940 году

## Галерея

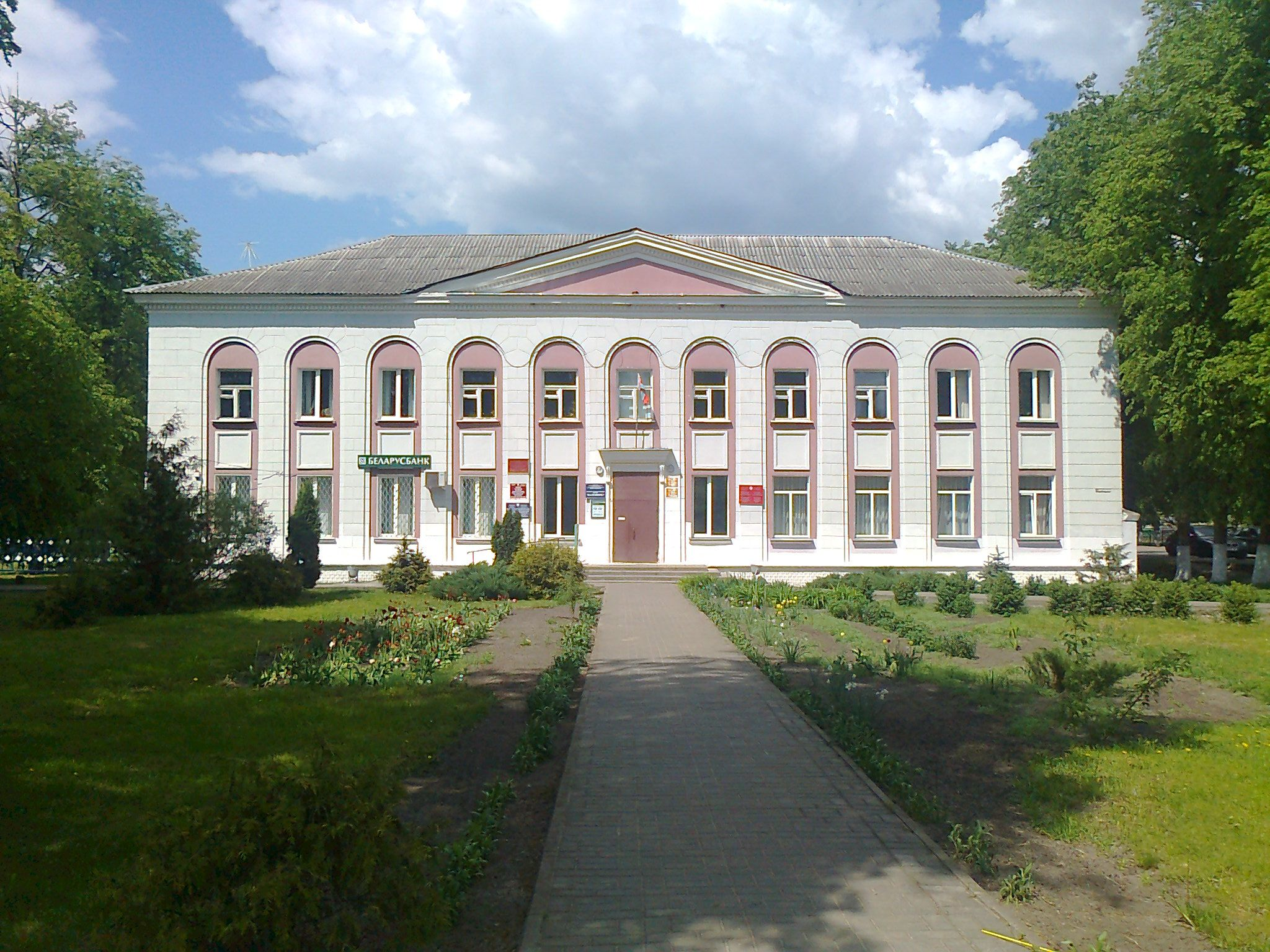
Здание горсовета
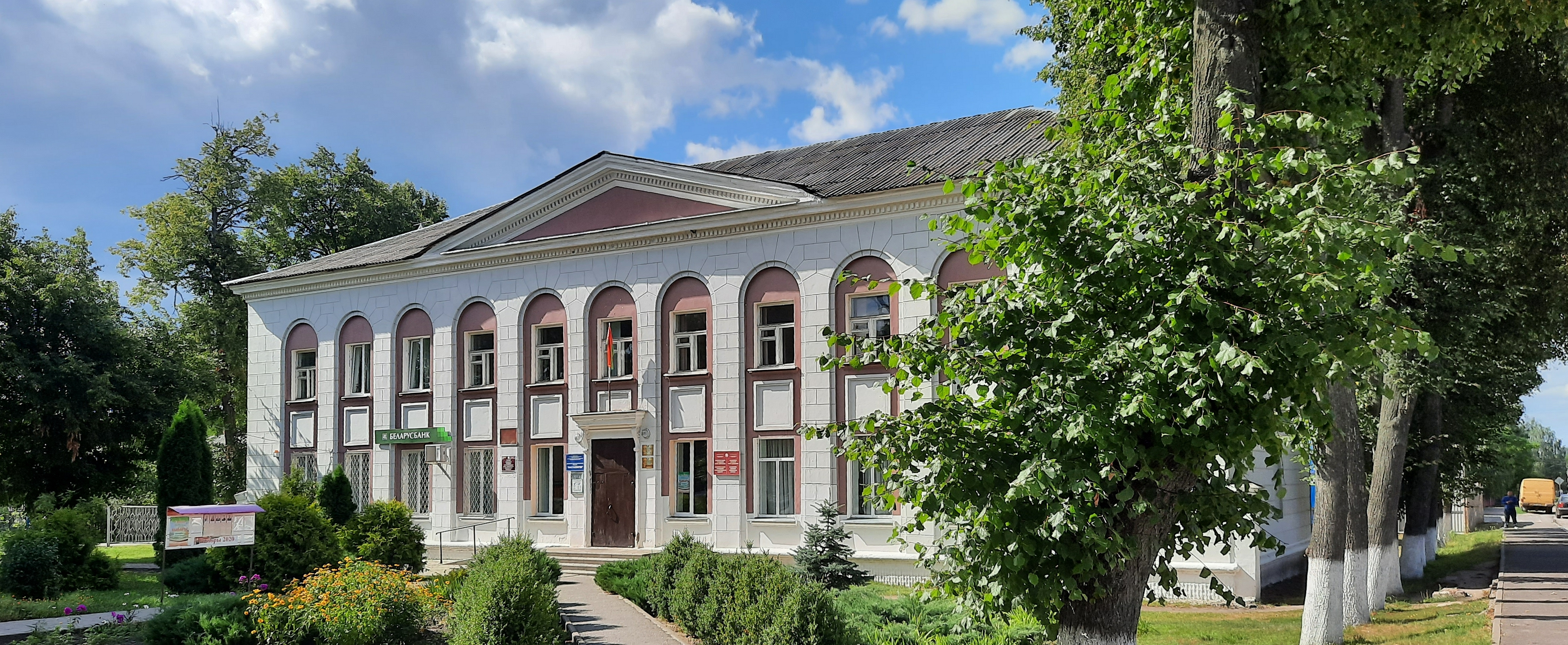
Здание горсовета
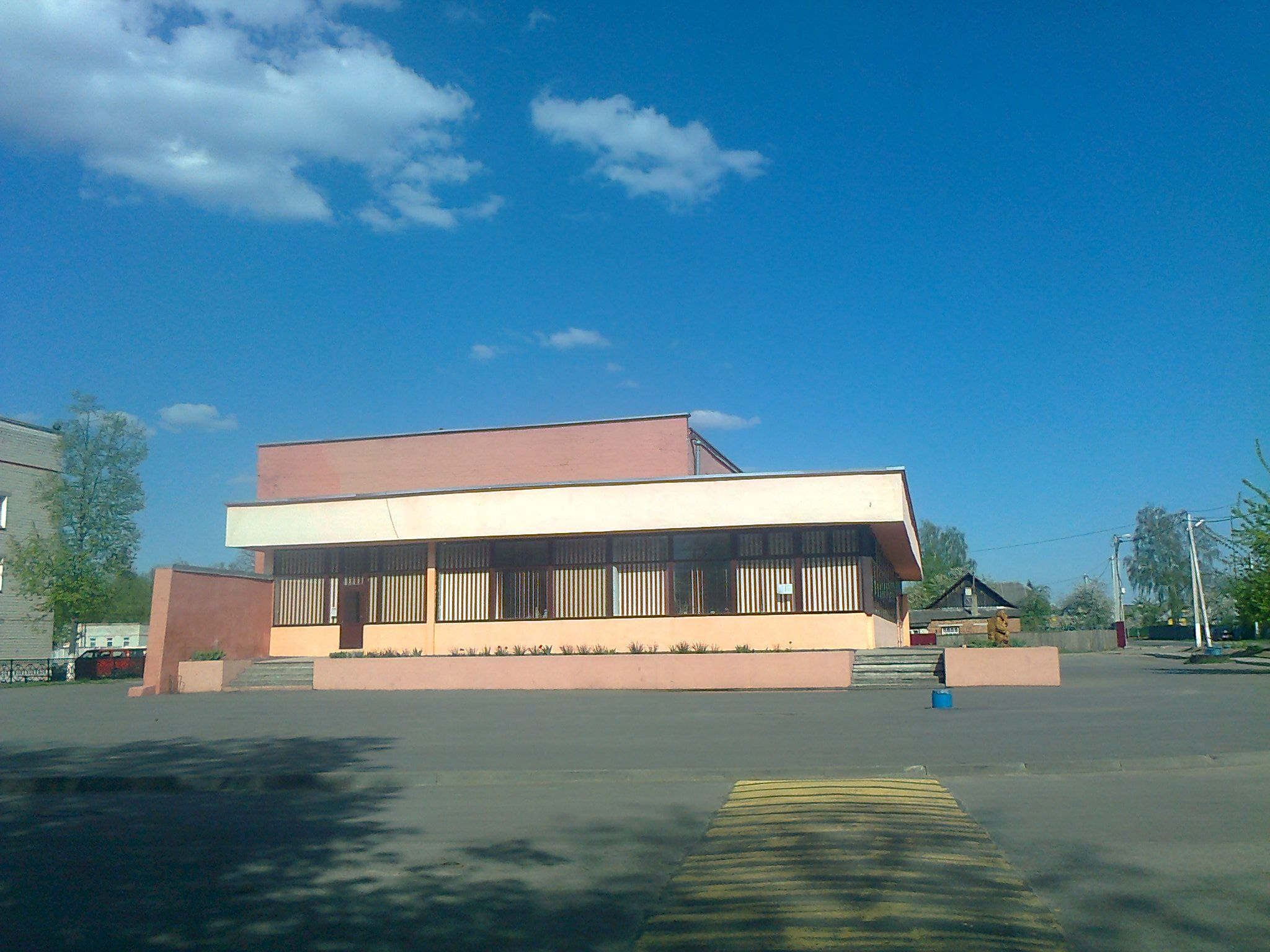
Кинотеатр
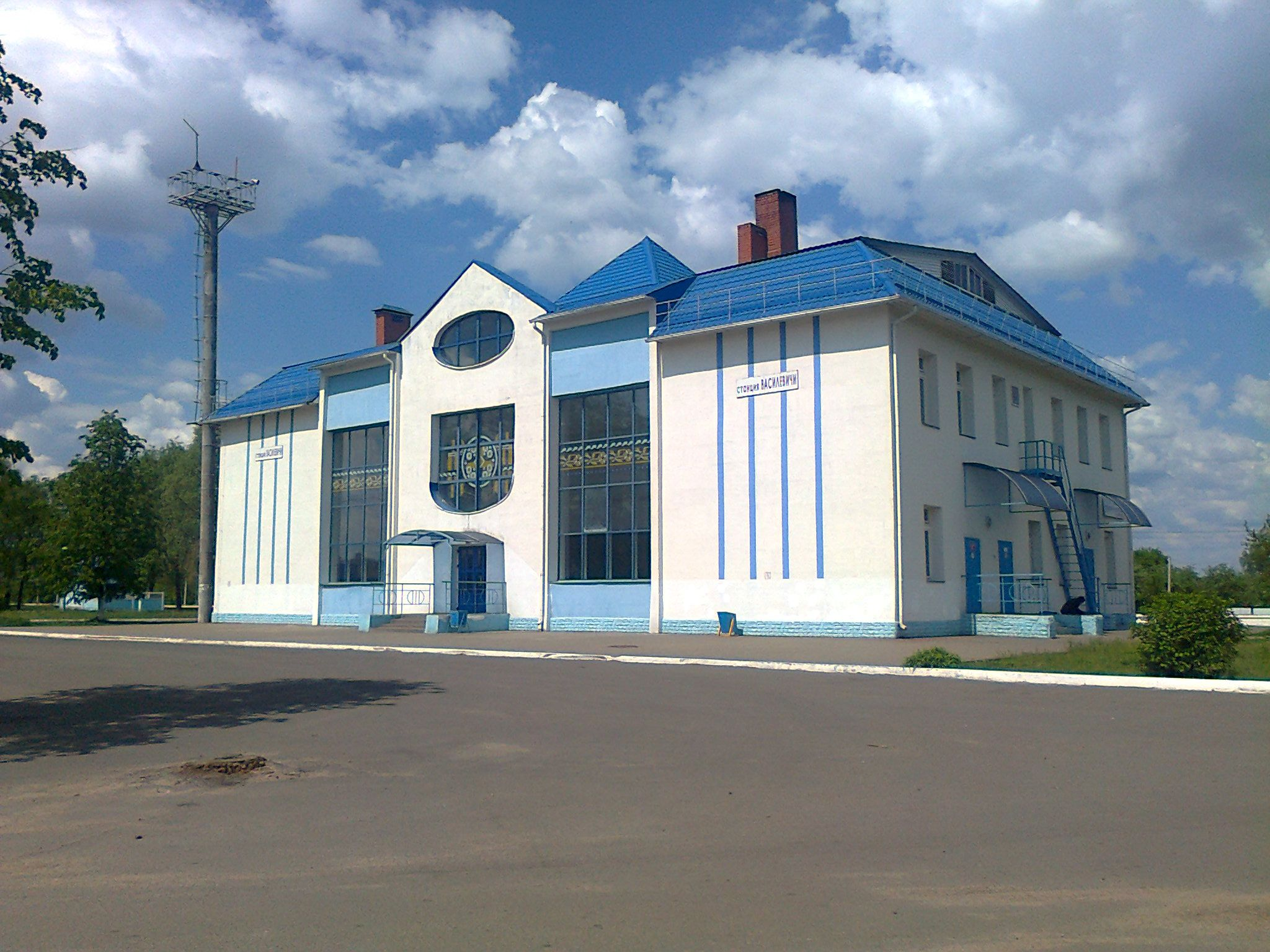
Жд станция
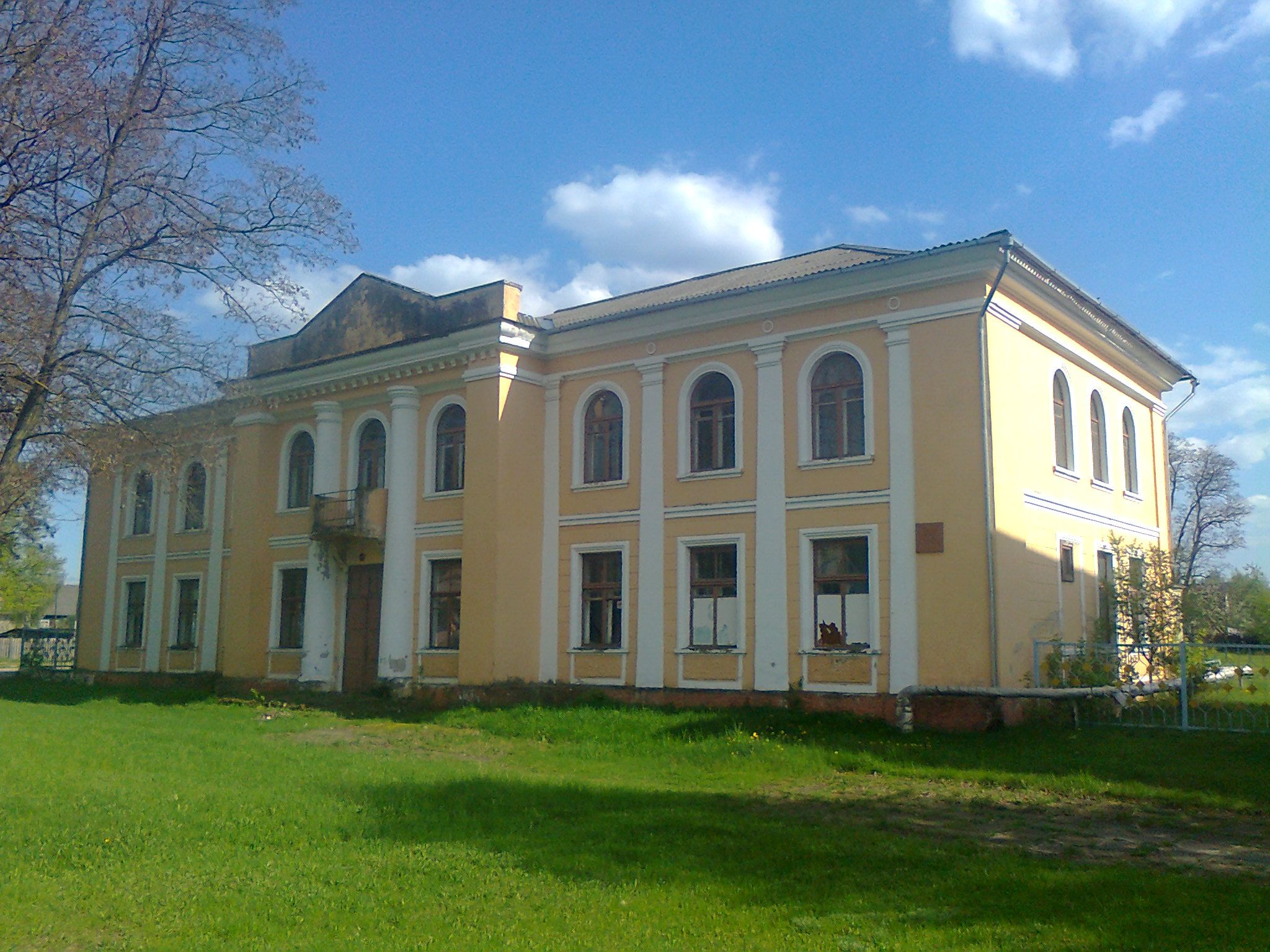
Здание
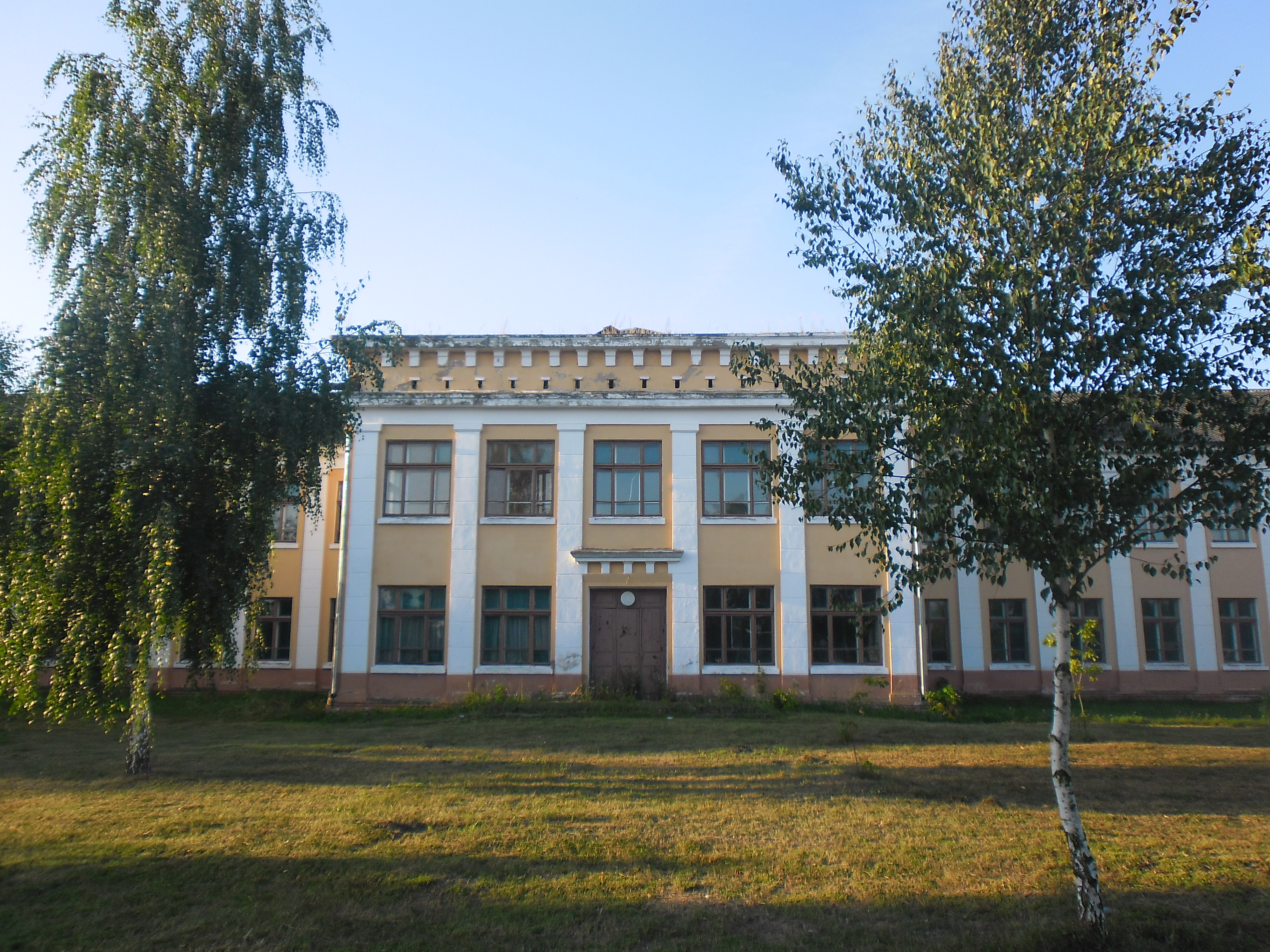
Здание
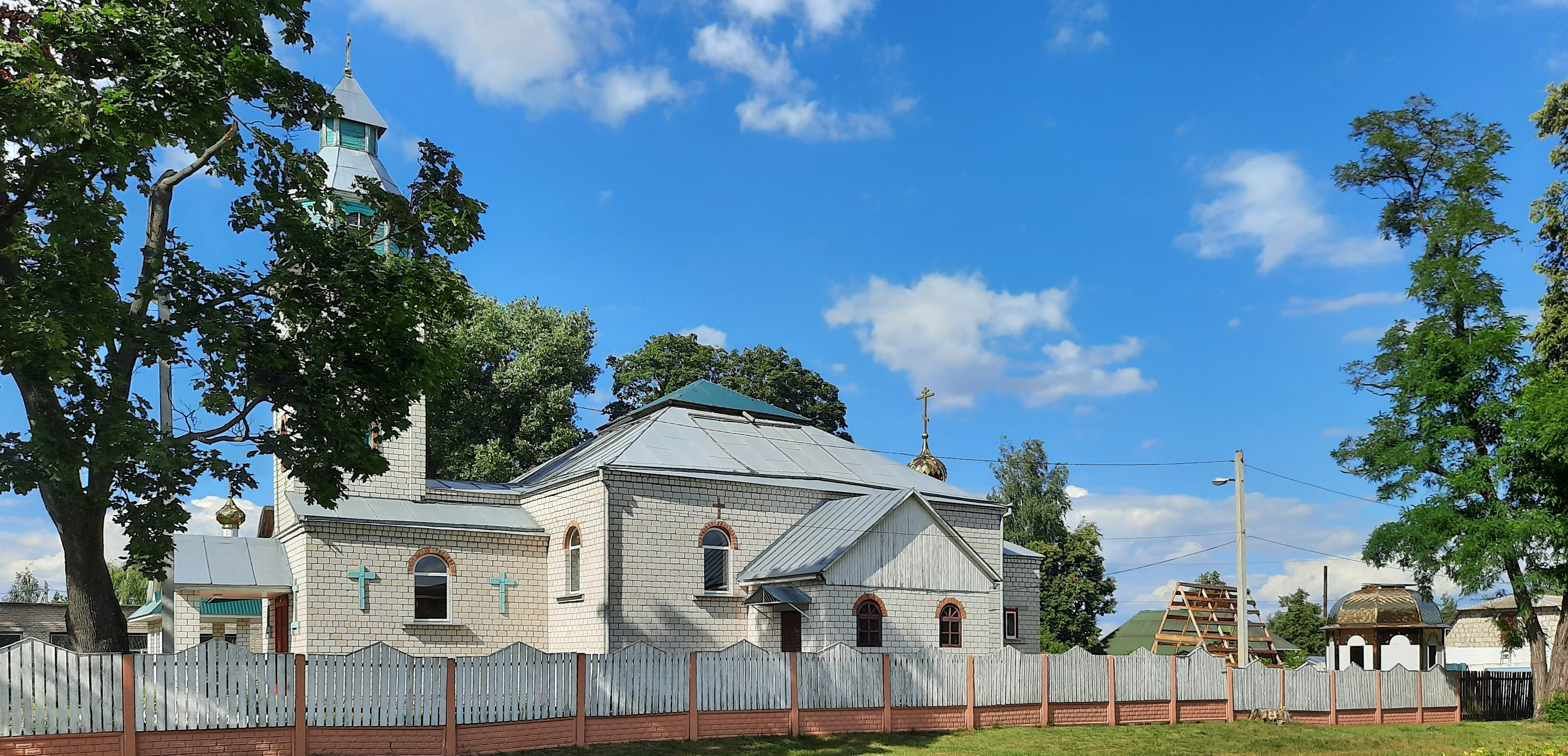
Свято-Николаевская церковь
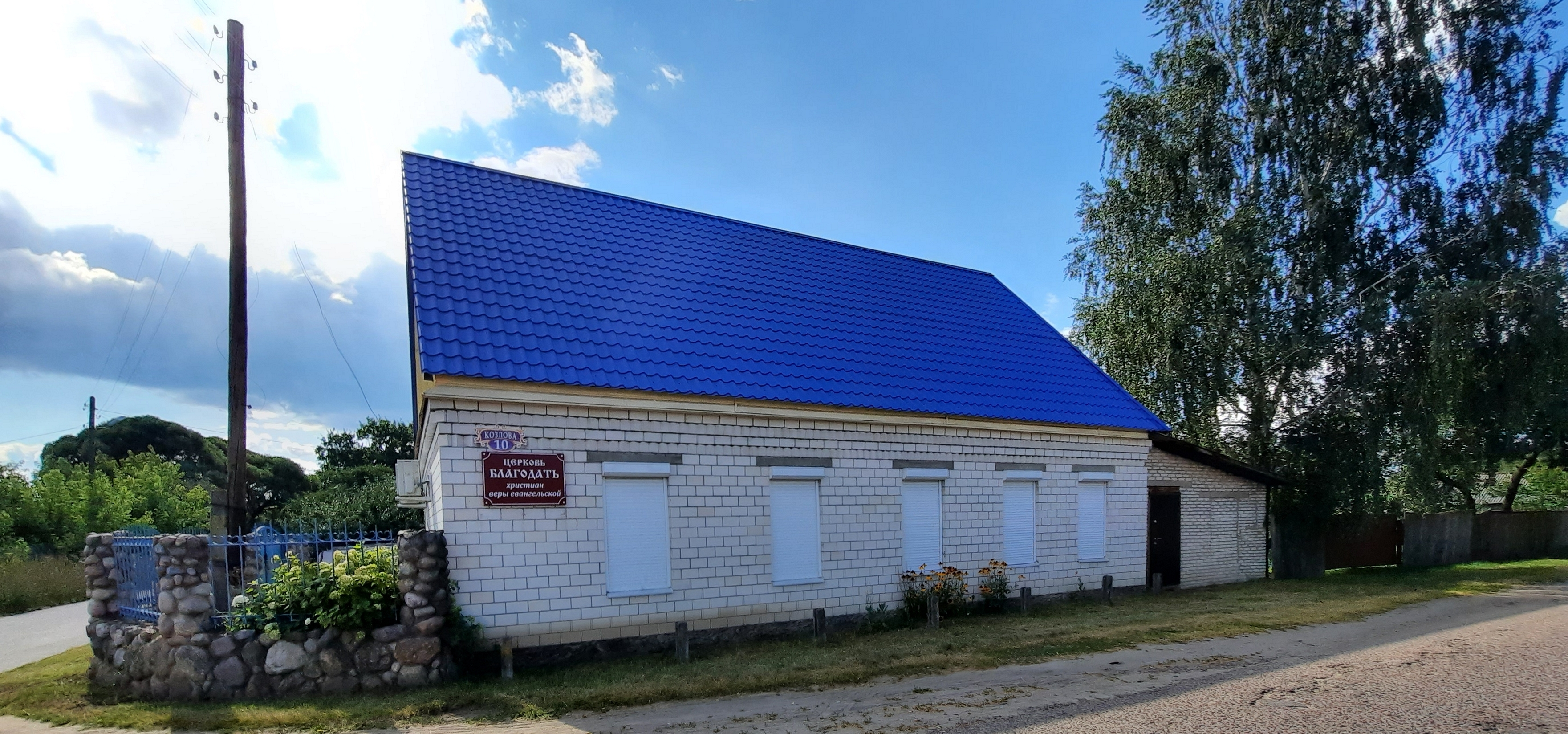
Церковь
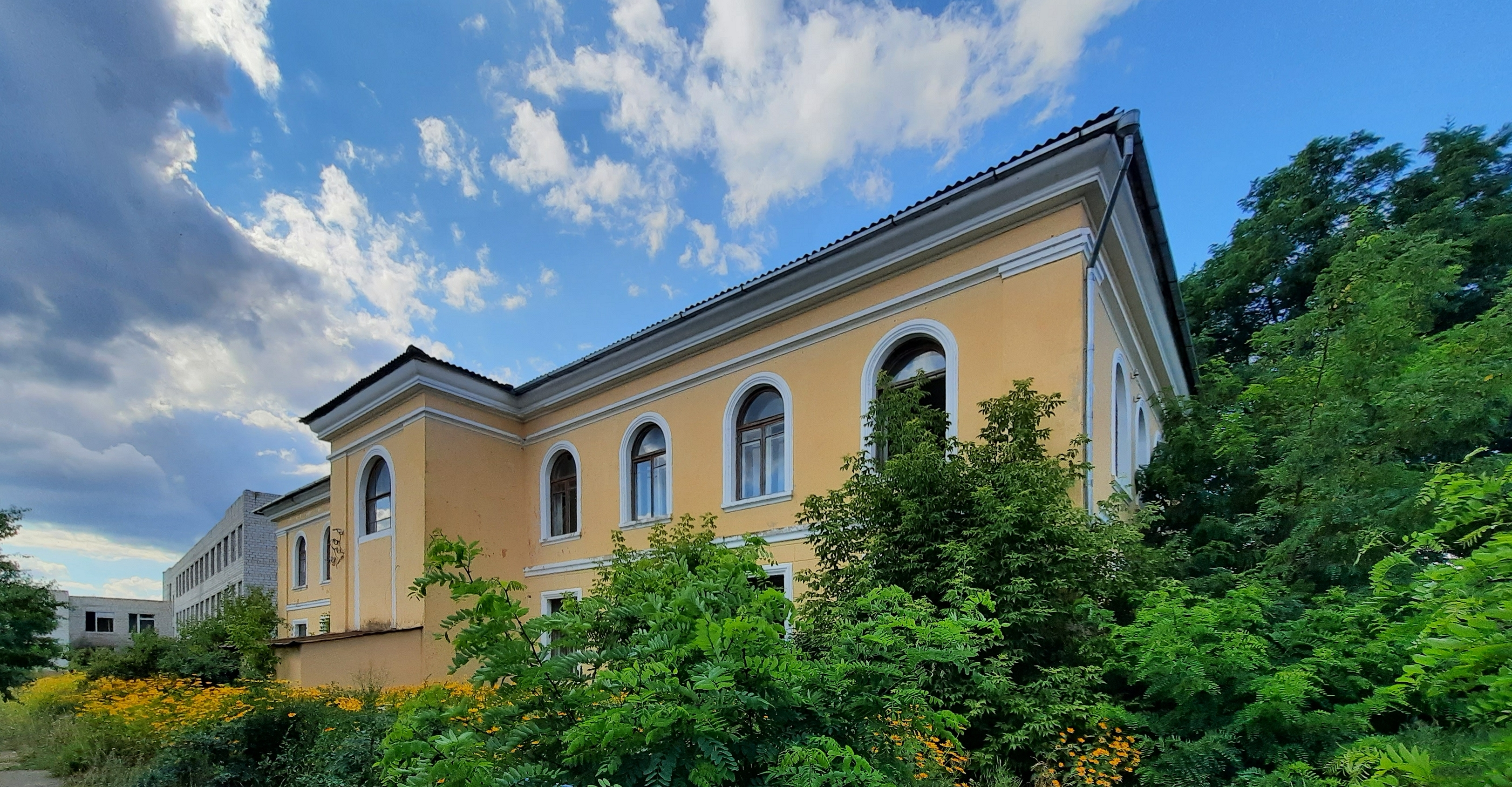

## Известные уроженцы
- Захаренко, Юрий Николаевич (1952—1999) — министр внутренних дел Республики Беларусь
- Заренок Татьяна Филипповна (1917—2007) — советская белорусская театральная актриса
- Кухарева Евдокия Артёмовна (1912—1996) — Герой Социалистического Труда
- Науменко Иван Яковлевич (1925—2006) — Народный писатель Беларуси